# Perijámyrpitta
Perijámyrpitta (Grallaria saltuensis) är en fågelart i familjen myrpittor inom ordningen tättingar.

## Utseende och läte
Perijámyrpitta är en medelstor medlem av familjen. Fjäderdräkten är medstadels ljusbrun, med beigefärgad ton på huvud och strupe, medan buken är ljus. Runt ögat syns en vit ring. Den liknar rostbandad myrpitta, men är större med ljusare undersida och längre ben. Bland lätena hörs en kort gurglande ton som upprepas och en serie med klara visslingar som ökar i hastighet men faller i tonhöjd.

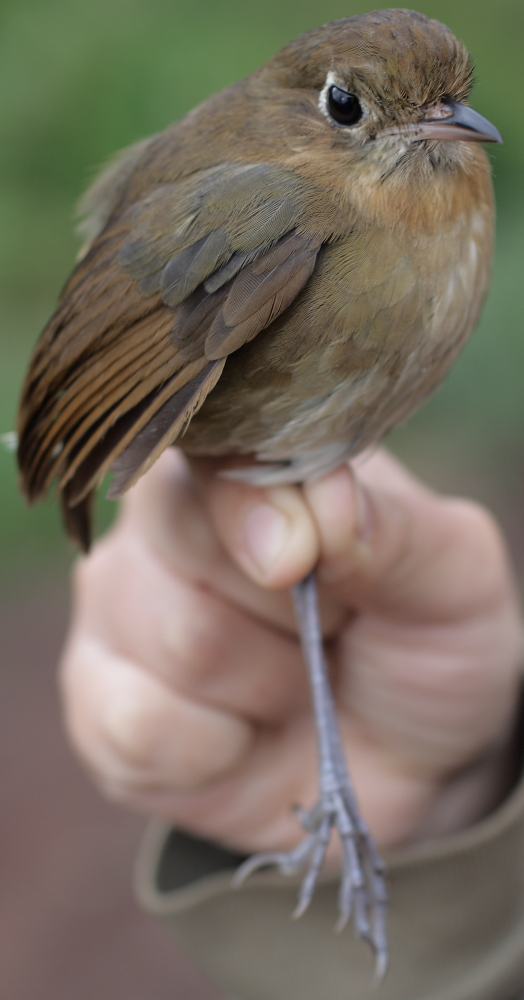

## Utbredning och systematik
Fågeln förekommer endast i bergsområdet Sierra de Perijá i nordöstra Colombia och nordvästra Venezuela. Den behandlas som monotypisk, det vill säga att den inte delas in i några underarter.

### Artstatus
Perijámyrpittan behandlades tididgare som underart till Grallaria rufula, men urskiljs numera vanligen som egen art efter genetiska studier.

## Levnadssätt
Perijámyrpittan hittas i höglänt molnskog. Den tillbringar den mesta av tiden på marken, men kan ibland ses sitta högre upp, framför allt när den sjunger.

## Status
Perijámyrpittan är en fåtalig art med ett bestånd som understiger 2 500 vuxna individer. Den tros också minska i antal i sitt begränsade utbredningsområde på grund av skogsavverkningar. Fågeln verkar dock tolerera viss habitatförsämring och störning. Internationella naturvårdsunionen IUCN kategoriserar den som nära hotad.